# FM音源

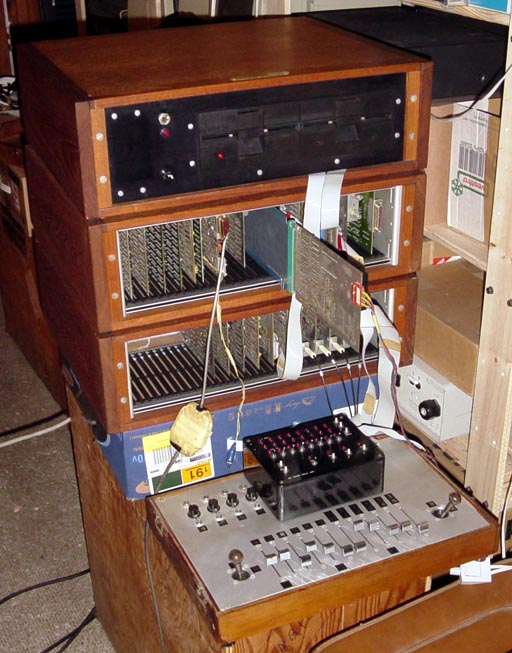
シンクラヴィアI（1975年）
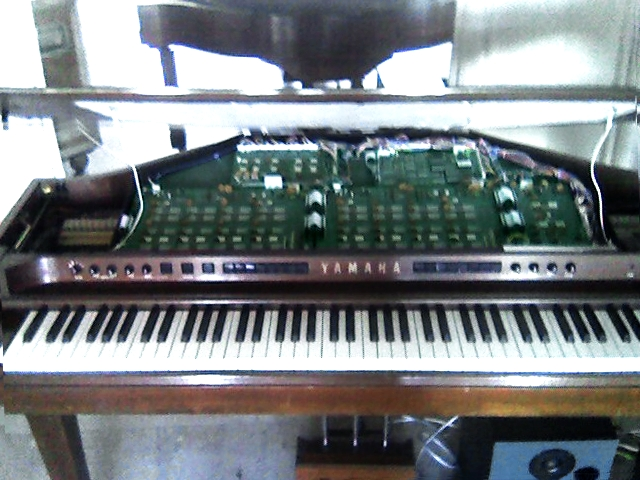
ヤマハ・GS1（1980年）
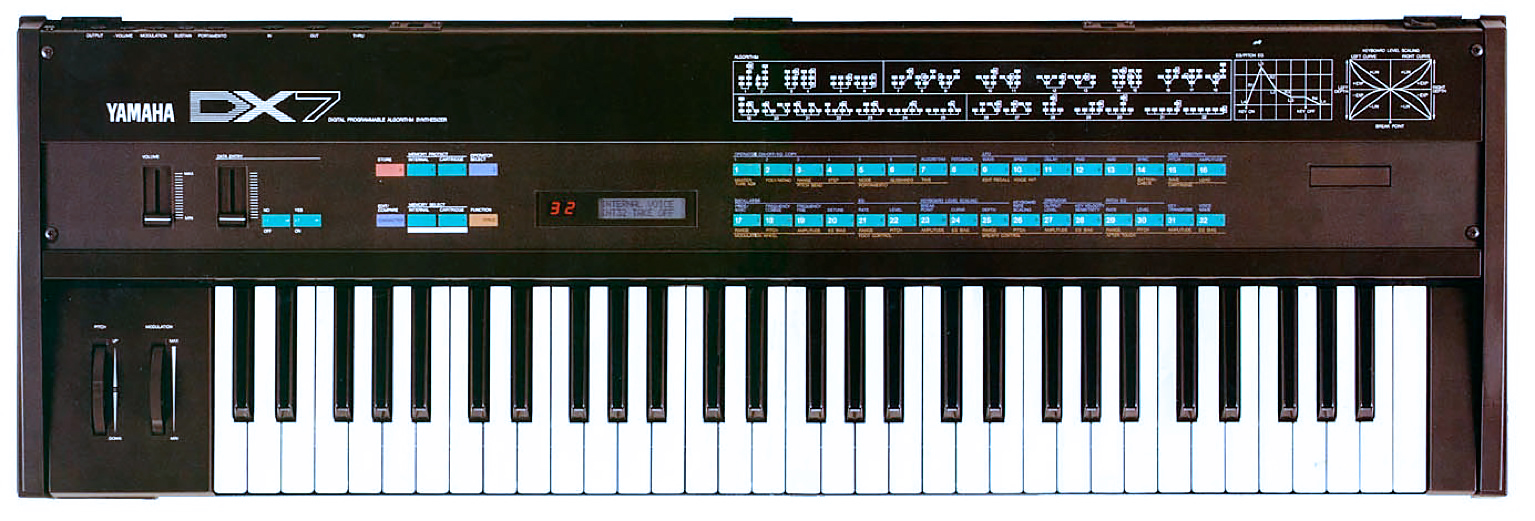
ヤマハ・DX7（1983年）

FM音源（エフエムおんげん）は、周波数変調（frequency modulation, FM）を応用する音色合成方式を用いた音源。ジョン・チャウニングを中心としてスタンフォード大学のCCRMA（Center for Computer Research in Music and Acoustics）で開発されたものを、1973年に日本楽器製造（現・ヤマハ）がライセンスに関して独占契約を結んで実用化した。
基本波形の発振・変調をおこなう合成器（オペレータと呼ばれる）を複数組み合わせて音色を合成する。数学的には発振機構が二重振り子のような非線形演算に基づいているため、演奏に合わせて波形生成のパラメーターを変化させることにより倍音成分が大きく変化し、音色を劇的に変化させることが可能である。しかし、その挙動はカオスであるため、パラメータの変動による倍音変化は予測し難い。
それまでの減算方式のアナログシンセサイザーにはなかった複雑な倍音成分を持つ音色、特にエレクトリックピアノやブラスのほか、非整数次倍音を含むベル系の金属的な音色の再現が特長とされる。FM音源が奏でるきらびやかで金属的な響きは1980年代のポピュラー音楽に多く取り入れられ、当時を象徴するサウンドとも評されている。
FM音源の音色の定義に要するパラメーターはせいぜい数十バイト程度であり、メモリーの使用量を筆頭として要求される計算資源が比較的少なく、パーソナルコンピュータ、家庭用ゲーム機、携帯電話などに広く利用されていた（詳しくは後述）。

## 原理

FM合成器の接続例：モジュレータ（左）の出力でキャリア（右）を周波数変調

位相変調の例：モジュレータ（青）が キャリア（赤）を変調した結果、合成される信号波（緑）を得る。

自然音のような動的に変化する複雑なスペクトルが、2つの発振器からの合成で現れる、変調合成の一手法である。FM合成器（オペレータ）のキャリア、モジュレータの波形を正弦波とすると、合成される信号波 {\displaystyle FM(t)} は以下の式で表される。
{\displaystyle FM(t)=A\sin(2\pi f_{c}t+\beta \sin(2\pi f_{m}t))}
ここで {\displaystyle A}: キャリア振幅, {\displaystyle f_{c}}: キャリア周波数, {\displaystyle \beta }: 変調指数, {\displaystyle f_{m}}: モジュレータ周波数
FM合成で得られた出力のスペクトルは、{\displaystyle f_{c}\pm nf_{m}(n=1,2,3,\cdots )}という、キャリアの周りに、モジュレータ周波数の整数倍で側波帯が現れたものとなる。側波帯成分の振幅はベッセル関数で表すことができる。
シンセサイザーや音源チップでは、複数個の合成器を直列あるいは並列につなぎ、様々な合成結果を得る。このつなぎかたをアルゴリズムと呼んでいる。また、ヤマハによる研究開発の過程で、出力をモジュレータにフィードバックするフィードバックFMが考案された。
ヤマハによる実装を含め、FM合成は厳密には位相変調（PM: phase modulation）の応用とされているが、音響合成の分野ではこれをFMと呼ぶ。いずれも広義には角度変調であり、FM合成では変調関数が微積分で周期形状の変わらない正弦関数であることから、パラメータが適切であれば、実用上は同様の結果が得られる。

## 応用と発展
日本楽器製造（現・ヤマハ）は、FM方式の特許のライセンスを取得し研究開発を進め、1980年にGS1とGS2を発表する。1982年には廉価版のCE20及びCE25を発表する。GS, CEシリーズは音色作りがユーザーに開放されていないプリセットキーボードであった（GS1はヤマハ渋谷店に設置されていたプログラマーでユーザーが音色を作ることは一応可能であった）。またGSシリーズは100～260万円と高額であり、非常に大きく、かつ重かった。その後、1983年に発売されたシンセサイザーDX7が低価格かつ音色作成機能が開放されたことによって、一般に耳にする音楽で広く使われるようになり、FM音源のサウンドは広く知られるようになった。
アタリゲームズのアーケードゲーム『マーブルマッドネス』（1984年）はコンピュータゲームにおける初期のFM音源の採用例であり、この音色に感銘を受けたナムコの技術者たちが同作に採用されていた音源チップYM2151を採用するなど、他社にも影響を与えた。一方、ライターの篠崎薫がニュースサイト「ねとらぼ」に寄せた記事によると、NECのパソコン・PC-8801mkIISRがFM音源を採用したことが普及のきっかけになったと述べている。
やがて、1980年代のパソコンやアーケードゲーム機や、家庭用ゲーム機のセガ・マークIIIのFMサウンドユニット、日本国内版のセガマスターシステム、メガドライブ、MSX2+、MSXturboR等の内蔵音源として幅広く使われ、1980年代中期から1990年代初頭辺りまでこれらから発せられる音として定番となっていた。
また、ゲーム音楽家の田中"hally"治久がHALLY名義でニュースサイト「IGN JAPAN」に寄せた記事によると、FM音源の採用により6～8音まで最大同時発音数が増えたことにより、ゲーム音楽においては、複雑なコードを要するジャズが増えてきたという
発声用の「キャリア」だけでなく、変調用の「モジュレータ」にもエンベロープの設定が可能であるため、倍音構成の時間変化を伴う音色を作成できる。FM変調による倍音変化は減算式フィルタによる倍音変化に比べて自由度が高いことから、極端な倍音変化を設定することで「にょわーーーーん」などという擬音語で表現されるような、金属的かつ非自然的な「FM音源らしい音」を生み出すことができる。レゾナンス、ワウペダルなどの項目も参考になると思われる。他の方式のシンセサイザーでもレゾナンスなどのパラメータをリアルタイムで変更することによって、ある程度の再現は可能。だが、生産性に問題があり、演奏データの肥大化にも繋がる。
逆に、自然な生楽器の再現などにこの自由度を生かすこともでき、減算方式のシンセサイザーに比べてよりリアルな表現が可能である。無論PCMなど録音済み波形を用いる音源に比べれば再現度は劣るが、必要な計算リソースも少ないため、現在でも低コストで多彩な音色が得られる音源装置として有用な選択肢となっている。
TX81Zなどの後期のFM音源の機種やSY99などAFM音源の機種では正弦波以外の波形でも変調可能になった。
1989年に発売されたヤマハのシンセサイザーSY77ではAFM音源へとアップグレードされ、PCM音源によりキャリアを変調させることも可能となる。その完成形が1991年に発売されたSY99と言える。
その後、1998年に登場したFS1Rではフォルマント・シェーピング音源と呼ばれる人の声をもシミュレートできる音源とハイブリッドとなり、オペレータもDX7の6機から8機と増え、変調させられる幅が広がった。FS1Rが発売された頃にはFM音源の音色が飽きられており、簡単にリアルな生楽器音を実現できるPCM音源が主流になっていたため、FS1Rは商業的には成功しなかった。FS1Rを最後にヤマハのFM音源シンセサイザーは一旦市場から消えることになった。
かつては携帯電話の着信メロディ再生用に使用されていたが、PCM音源のものが主流になっていき、更にはスマートフォンの普及により2010年頃ではほとんど見かけなくなった。
一部のチップには「音声合成モード/複合正弦波合成モード」が用意されている。特定のチャンネルのオペレータに独立してF-Numberが設定可能になっており、内蔵タイマーのオーバーフロー毎に該当チャンネルのオペレータをキーオンにするというものであり、音源ソース、並びにそこからの変換については、あらかじめ別途行う必要がある。その仕様上、該当するチップにはタイマーが内蔵されており、割り込みの発生源などとしても利用されていた。チャンネルもしくはオペレータなどの設定により、正弦波を発声するように設定し制御を行えば、同様の効果を得ることが出来る。PCMなどと比較すれば、必要とするリソースや、チップの機能を使えることによる処理の軽さがメリットとはなるが、FM音源1チャンネルのオペレータの駆動のみという状況と、パラメータとして設定できる値の分解能などの要因で音質はさほど高くは無く、時期によってはその正弦波に波形を分解する処理そのものに労力がかかったこともあって、ゲームアーツのメーカーロゴやゲーム中の一部の音声などに用いられた以外での利用は少ない。MA-7ではHumanoid Voiceとして正弦波合成の出力を用いている。
また、日本で携帯電話が普及した2000年前後頃からは携帯機器用音源チップ（MAシリーズ）にも組み込まれ、主にKDDI（auブランド）やソフトバンク（SoftBankブランド）、イー・モバイル（現・ワイモバイルブランド）等の携帯電話に内蔵されていた。
なお、2010年代のパーソナルコンピュータには原則的に搭載されていないが、拡張ボードとして別途購入、搭載は可能。更に各種コンピュータのエミュレータソフトの流行と共に、PCM音源を使いソフトウェアで波形合成して再生するドライバが有志により開発されている。
2015年9月、ヤマハよりrefaceシリーズの一つとしてFM音源を17年ぶりに搭載したキーボードシンセサイザreface DXが発売された。さらに、MOTIFシリーズに代わるフラッグシップシンセとして、FM-XとAWM2のハイブリッドシンセであるMONTAGEが2016年に発売された。2018年にはMONTAGEの廉価版であるMODXが発売された。
FM音源はヤマハの特許だったため（アメリカ合衆国特許第 4018121A号）、他社から採用機種が発売されることはまれであった。1987年にはKORGからDS-8と707というFM音源デジタルシンセサイザーが発売された。これは当時経営が悪化していたKORGを救済するため、ヤマハからFM音源チップが供給されたものである。1994年に特許が切れており、各社からFM音源を搭載したハードウェアシンセサイザーやソフトウェアシンセサイザープラグインが発売されている。

## 音源チップ一覧

### OPL系

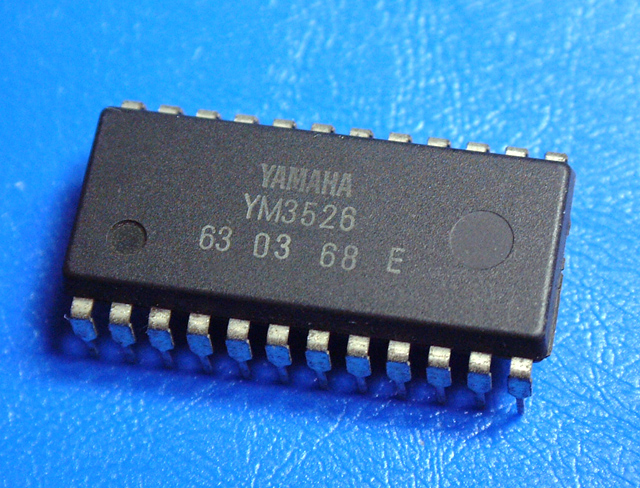
YM3526

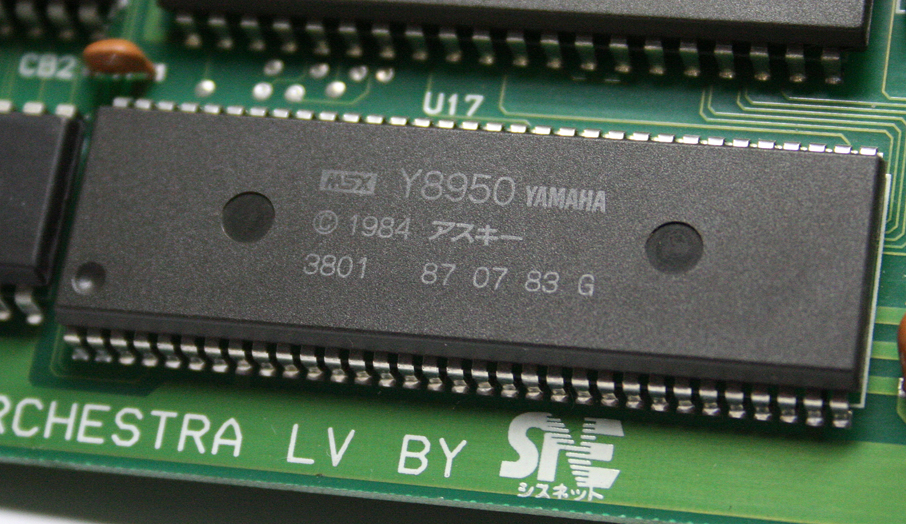
Y8950

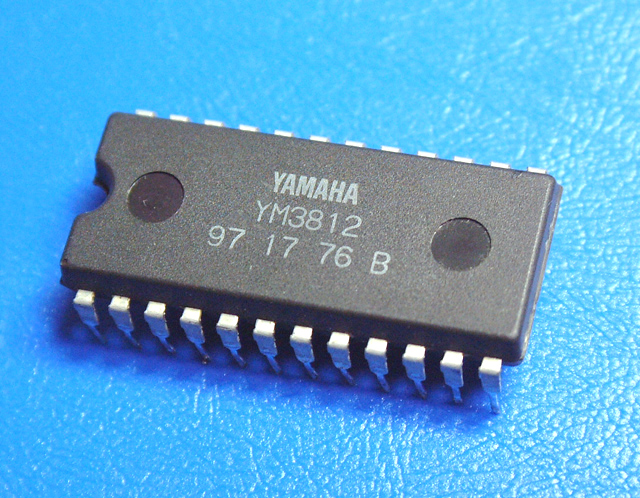
YM3812

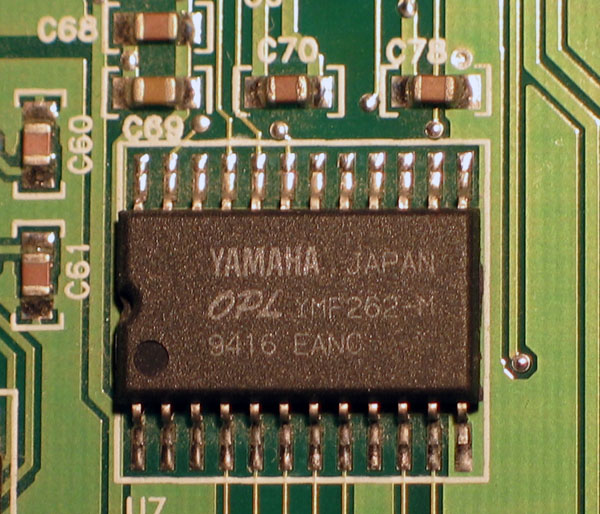
YMF262-M

2オペレータ。内蔵リズム音はハイハット、トップシンバル、タム、バスドラム、スネアドラムの5音。バスドラムを除き1オペレータで生成されるため、FM3ch分のレジスタで5chのリズム音を同時に発音可能。
元々はキャプテンシステムおよび文字多重放送受信機用に設計されており、メロディ6音+リズム5音同時発音モードはキャプテンシステムのメロディ機能と文字放送の付加音機能の基本機能に準拠したモードである。
- YM3526(OPL) 2オペレータ9chまたは6ch + リズム5ch。2オペレータなのでアルゴリズムは直列、並列の2種類のみ。タイトーの『バブルボブル』や、『テラクレスタ』（海外版）をはじめとした日本物産のアーケードゲームなどで使用されていた。
- Y8950(MSX-AUDIO) 2オペレータ9chまたは6ch + リズム5ch、ADPCM 1ch（16kHz/4bit/モノラル）、32kB - 256kBの波形メモリを外部に持てる。MSXの音源規格にあわせ、OPL相当の機能に加えADPCMの回路機能を包含しており、チップ表面には、MSXのロゴと、MSX-AUDIOの表記があり、マニュアルには他のチップでは存在する「Operator Type」等の表記が無い。MSXの拡張カートリッジやPC-9800シリーズ用サウンドボード、アーケード基板、MZ-2861用ADPCMボード(MZ-1E36)などで使用。
- YM3812/FM1312(OPL II) 2オペレータ9chまたは6ch + リズム5ch、AdLib（英語版）やSound Blasterで使用。YM3812はYM3526とハードウェアレベルで互換性があり、そのまま差し替えて使用することが可能[19]。サイン波以外の発振も可能になり[19]、音作りの幅が広がった。また、初期のSound Blaster ProではOPL IIを2台搭載した。また鉄道車両に搭載されているチャイムの一部（八幡電器産業 YA-92043やYA-96139など）の音源部にも採用されている。
- YMF262-M(OPL3)：2オペレーター/4オペレータ可変。リズム部はOPL同等。2オペレータ18ch、4オペレータ6ch＋2オペレータ6ch、4オペレータ6ch＋2オペレータ3ch＋リズム5chなど動作モードが多い。ベース波形を8種類から選択可能。 主にSound Blasterシリーズに搭載されていたチップである。Sound Blaster Proの後期モデルから採用され、以後のモデルにも本製品や互換品が利用されている。SB互換音源としてEPSON PCシリーズのWindows 3.1対応機や、サードパーティ製音源等にも採用例がある。ゲームセンター向けのメダルゲームを多く開発製造してきたシグマ社のビデオスロット、ビデオポーカー、メカニカルスロット用のゲーム基板、SG97V/SG97Mにも搭載されている[20]。Sound BlasterシリーズがPC/AT互換機では事実上の標準といえるほど普及していたことや、マイクロソフトがWindows 3.1向けに制定したサウンドカード仕様であるWindows Sound System（英語版）がOPL3の利用を前提としていたこともあり、「SBPro互換」と称するOPL3コアを流用した互換品やエミュレーションチップも数多く存在する。
  - YMF262-S：QFP版
  - YMF289（OPL3-L)：OPL3の省電力版。PCMCIA版Sound Blaster等で採用。
  - YMF297-F：PC-9801-118サウンドボード用。OPL3の機能に加え、OPNA互換モードも備えている。このため118ボードは86ボードとの互換性を保ちながらWindows Sound Systemにも対応している（ただし118ボードはDOSからの利用は正式サポートされていなかった）。
  - CT1747：クリエイティブテクノロジーによる互換チップ。OPL3同等のコアが内包されている。
  - YMF701(OPL3-SA)：16bitのサウンドCODEC、MIDI I/Fを備え、ワンチップでSBPro互換を実現している。
- YMF278B-F/YMF278B-S (OPL4) ：OPL3に24chのPCM音源を付加した製品。YAMAHA SOUND EDGE SW-20、MSXの拡張カートリッジMoonsound（ムーンサウンド）、コンピュータ・テクニカ製のPC-98x1用拡張サウンドボードであるオールサウンドプレーヤー98（SPB-98）で使用されていた。
  - FM音源部はOPL3同等
  - PCM24音同時発音,最大512音色
  - 入力クロック 33.8388MHz
  - 音声出力データのサンプリング周波数 44.1kHz
  - 波形データは8ビット、12ビット、16ビット構成を選択可能
  - 各音声出力チャンネルは個別に16段階のパン設定が可能
  - 外部メモリはROMまたはSRAMを接続可能、容量32Mビット
  - 1Mビット、4Mビット、8Mビット、16Mビット用チップセレクト信号出力可能
  - 音声出力6ch、YAC513(DAC)を接続可能
  - エフェクターYSS225(EP)接続可能
  - 80ピンQFP(YMF278B-F)または100ピンQFP(YMF278B-S)

### OPLL系

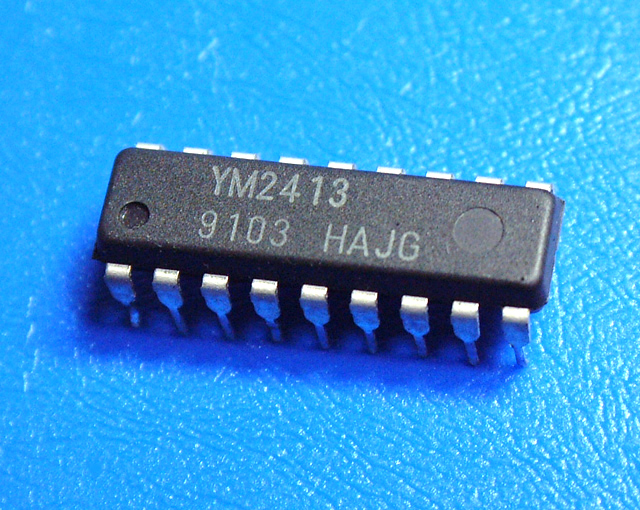
YM2413

音色データをチップに内蔵し、制御を単純化したOPL2のサブセット。キャプテンシステム端末・文字放送受信機用として開発されたが、他の用途向けに音色データのセットが異なるバリエーションがある。また、音色データを内蔵している関係で、ノートオフ後のリリース途中で次のノートオン信号を受信すると、自動的に前の音を消音してから次の音を発生する機能（フォースダンプ機能）が搭載されている。また、音色データがテーブル式となった事で、FM音源の特徴であったダイナミクスによる音色そのものの変化が大幅に制限されている。
- YM2413(OPLL) 2オペレータ9chまたは6ch + リズム5ch。OPL2のサブセットで、特定の音色セットを内蔵することで制御を単純化した廉価版にあたる。他のOPL系のチップと比較し、音色を保持するレジスタが1音色分しか実装されておらず、パラメータの分解能も削られている。内蔵されたメロディ楽器15音色中9音色とリズム楽器5音色は、キャプテンシステムのメロディ機能と文字多重放送の付加音機能の基本機能で規定された音色である[17][21]。キャプテンシステム端末・文字放送受信機に搭載された他[注 3]、MSXの拡張カートリッジ（FM-PAC）およびMSX2+のFM音源規格MSX-MUSIC[24][25]、セガマーク3用周辺機器のFMサウンドユニットおよび一体型の日本版セガ・マスターシステム[26][27]、UFOキャッチャー、麻雀学園、クイズカプコンワールド、ポンピングワールドなどのカプコンのアーケード基板、ニューパルサー・大花火・ジャグラー・スフィンクス7・他の一部のパチスロ機[28]などで使われていた。また、以下の様な派生品も存在する。
  - YM2420(OPLL2)。ヤマハのポータブルキーボード、ショルキーシリーズに搭載された。内蔵音色セットなど性能・機能はOPLLと同等だが、自社の楽器用に制御手順が変更されている。
  - YMF281(OPLL-P)。OPLLの内蔵音色を差し替えたもの。パチンコ向けとされる。
  - MS1823(YM2423)。OPLLの内蔵音色を差し替えたもの。シャープにOEM供給された。PhilipsのポータブルシーケンサーPMC100やAtari ST用のFM音源カートリッジに搭載された。
  - 内蔵音色を差し替え、同時発音数がメロディー6音になったサブセット版がコナミのVRC VIIの音源部に採用されている。

### OPN系
4オペレータ。

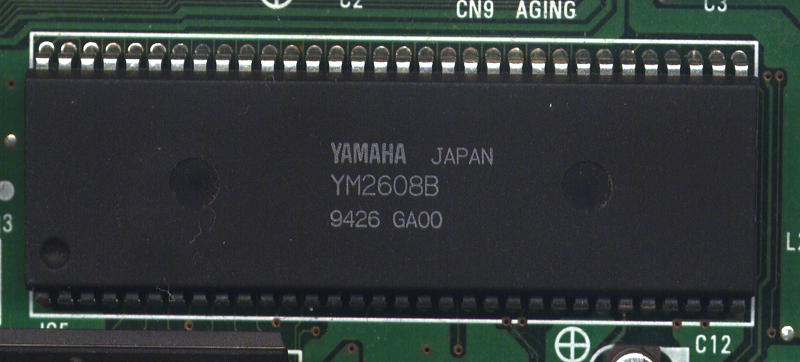
YM2608

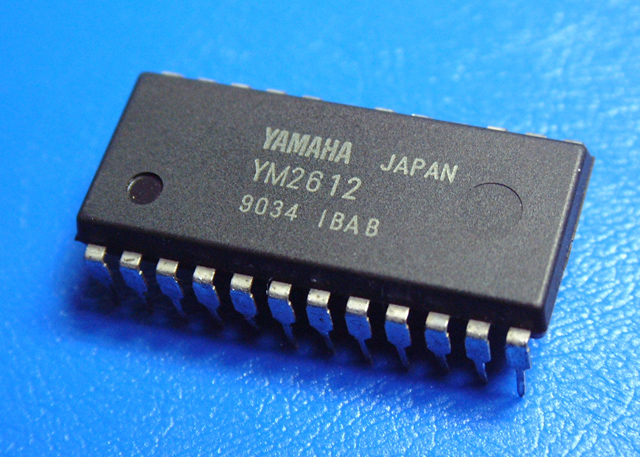
YM2612

- YM2203(OPN) 4オペレータ、3ch + PSG(SSG)3ch / FMの1chは効果音または音声合成(CSM)モードとして使用可 + ノイズ1ch、PC-6001mkIISR・PC-6601SR・PC-8800シリーズ・PC-9800シリーズ・MZ-2500・FM77AVなどで使用。AY-3-8910と同様の機能を搭載しており、音声出力機能だけでなく、8bit×2系統のI/Oポートも実装。レジスタの構造も互換を持たせている。
  - YMF264(OPNC)CMOS版。中期以降のEPSON PCシリーズの26音源互換部に採用されている他、98NOTE向けのサウンドユニット（LSU-N98、NMB-G）にて使用。
- YM2608(OPNA) 4オペレータ、6chステレオ + リズム6chステレオ + SSG3ch + ADPCM1chステレオ + ノイズ1ch[29]。YM2203の機能拡張版で、ソフトウェア上の互換性を有している[29]。PC-8800シリーズ・PC-9800シリーズなどで使用。
- YM2610(OPNB) 4オペレータ、4chステレオ + SSG3ch + ADPCM7ch（周波数固定6+周波数可変1ch）ステレオ + ノイズ1chステレオ、YM2608下位互換、F2システム・ネオジオなどで使用
  - YM2610B YM2610のFM音源を6chに拡張したもの。
- YM2612(OPN2)/YM3438(OPN2C) 4オペレータ、6chステレオ。YM2608下位互換。一部のメガドライブ・FM TOWNS・セガCボード/C2ボード（アーケード版『ぷよぷよ』他）・ニューUFOキャッチャーなどで使用。内蔵DACの解像度はYM2612、YM3438共に9ビットであるが、YM3438のみCMOS化された事によりノイズは減っている。また一部のFM TOWNSで使われた互換チップYMF276[30]は、汎用のシリアル接続DACを接続可能である。解像度は16bit。
- YMF288(OPN3) 4オペレータ、6chステレオ + リズム6chステレオ + PSG3ch + ノイズ1chステレオ、YM2608下位互換であるため、OPNAの代用として使われることもある。消費電力は低減し、チップサイズも小さくなったものの、I/O機能、CSM音声合成、ADPCM等が回路として削除されている。満開製作所のまーきゅりーゆにっと、PC-9821等で利用されている。
- YMF297（OPN4 もしくは OPN3/OPL3） OPN3にOPL3互換動作モードを追加したもの｡PC-9801-118音源ボードに使用された｡

### OPM系

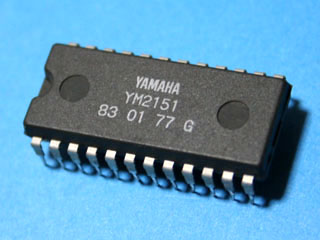
YM2151

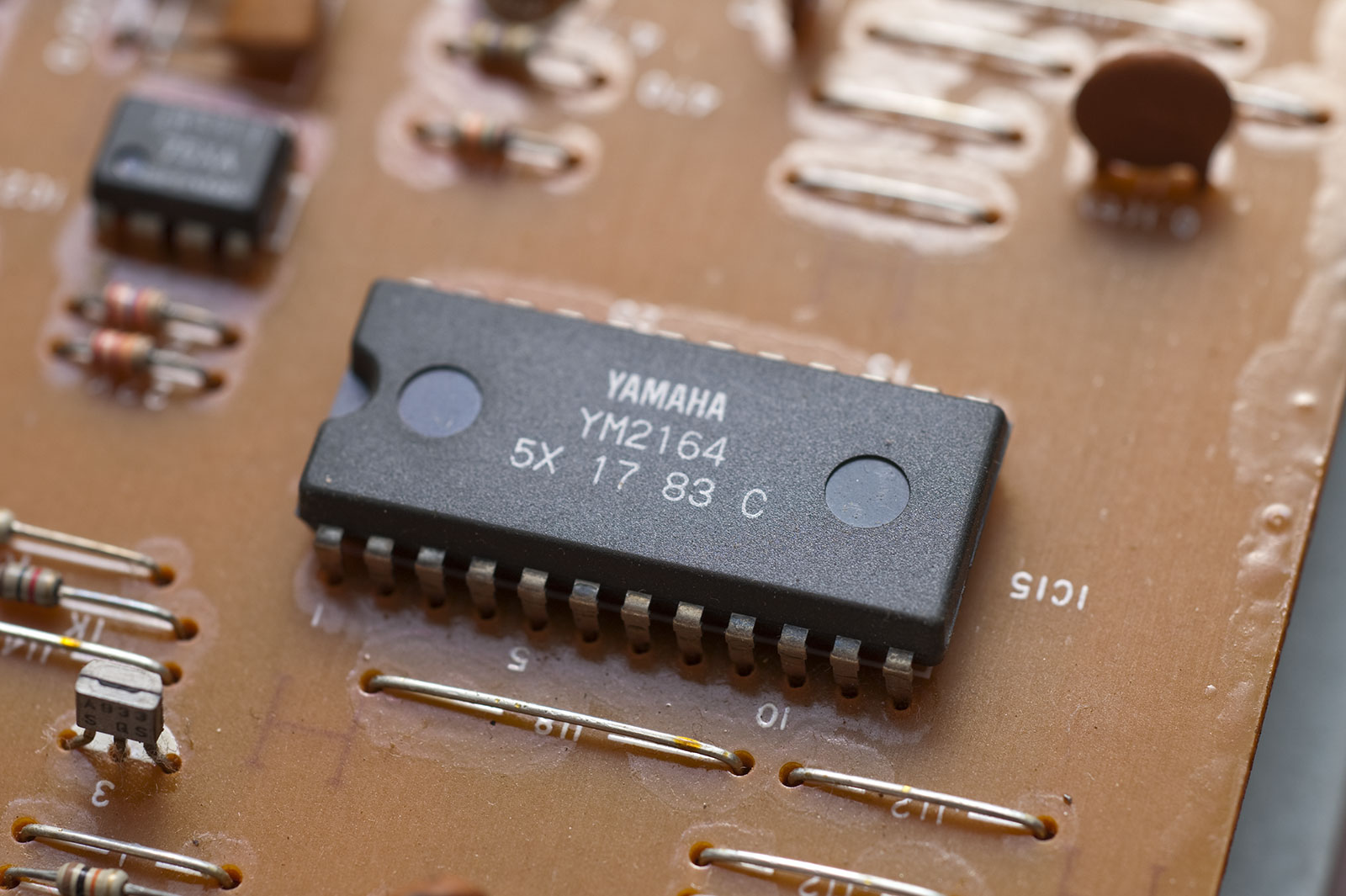
YM2164

4オペレータ。特筆すべきは、基準音の整数倍の周波数から大幅に周波数をずらした正弦波で変調をかけられるようになっている事で、これを実現するパラメータを一般的に「デチューン2」もしくはDT2と呼ぶ。このためシンバル等の金属製打楽器にみられるような非整数倍音成分を含むものなどの音作りが容易になっている。
なお、他に「デチューン2」に相当するパラメータを持つFM音源チップに、OPQ、OPU（いずれもポータトーン、ポータサウンドの一部モデルに搭載）がある。
- YM2151(OPM) 4オペレータ、8chステレオ。1980年中盤～1990年中盤のアーケードゲーム基板、X1・X68000、一部のMSXなどで使用。特にアーケードゲームでは数多くのメーカーに広く用いられ、PCM音源との併用で使用されることが多かった。
- YM2164(OPP) 4オペレータ、8chステレオ DX21、DX27、DX27S、DX100、FB-01、SFG-05、コルグDS-8、707等で使用。

### OPZ系

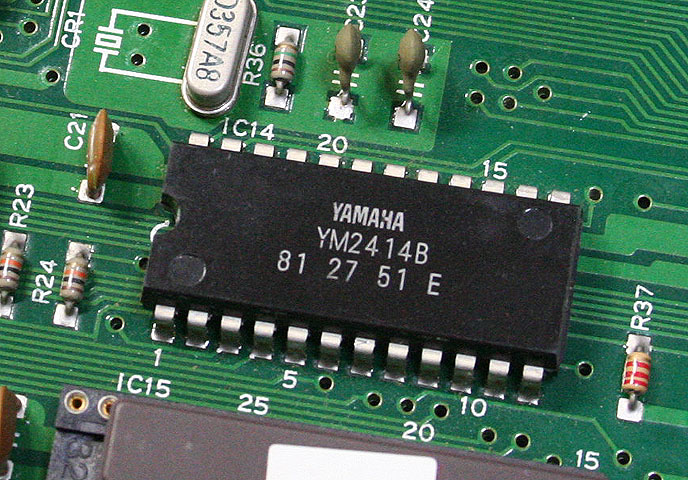
YM2414

4オペレータ。OPM/OPPの派生型で、ほぼ上位互換。ヤマハのポータトーン・キーボーディシモシリーズ等では、下位モデルにOPP、上位モデルにOPZが搭載されるといったような棲み分けがされている。
- YM2414(OPZ) 4オペレータ、8chステレオ。YAMAHA TX81ZおよびV2(DX11)ほか多数で使用。波形選択パラメータにより正弦波を含む8種類の波形を使用できる。OPMと比較して、オペレータごとの周波数倍率を細かく指定できるため、柔らかいストリングスの音を作れる（キャリアを4.01倍、モジュレータを3.99倍にして直列に組み合わせるなど）利点がある。パッケージ、ピンアサイン及び使用するDACがOPM/OPPと共通しているが実際に置換して互換性確認したユーザーはまだいないようである。
- YM2424(OPZII) 4オペレータ、8chステレオ YAMAHA V50にて2個使用。YM2414から、FIXモードでのオペレータ発振可能周波数が拡大された。

### OPX系
- YMF271-F(OPX)

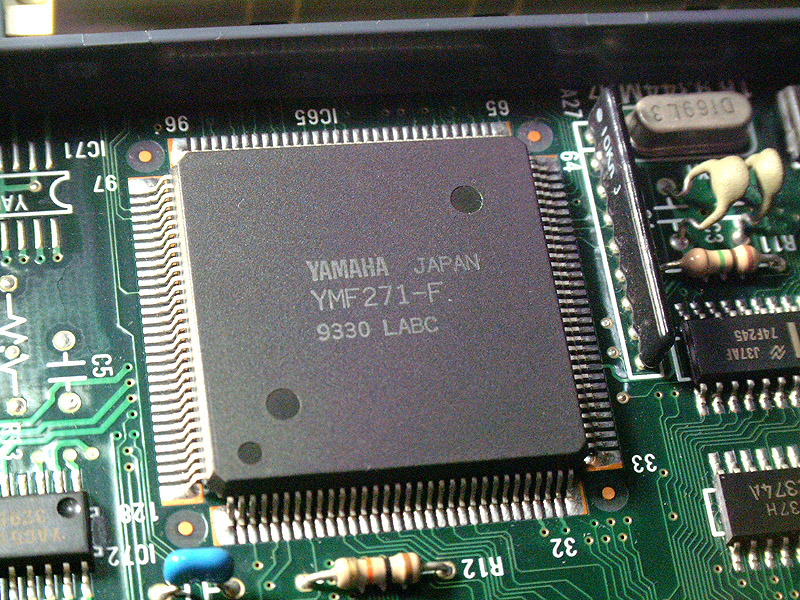
YMF271-F

  - 2オペレータ（4アルゴリズム）,3オペレータ（8アルゴリズム）,4オペレータ（16アルゴリズム）のいずれかに設定可能。
  - FM演算用に7種類の内蔵プリセットデータまたは外部メモリのPCM波形データを使用可能。
  - エフェクターLSI(YSS225)との8chインターフェイス内蔵。
  - PCM同時12音。
  - 波形データ用にROMまたはRAMを8MBリニアアクセスで接続可能。
  - 波形データフォーマットは8ビットまたは12ビットリニア。
  - PCMはループ機能とオルタネートループ機能によりデータを節約可能。
  - スロット数は48。
  - LFO内蔵で各スロット毎に波形、周波数、周波数変調、振幅変調の設定が可能。
  - 音声出力サンプリングレートは44.1kHz（マスタークロック16.9344MHz時）。
  - 音声出力は4ch出力可能で、各チャンネルごとにパンの設定可能。
  - パッケージは128ピンQFP。

### OPS系

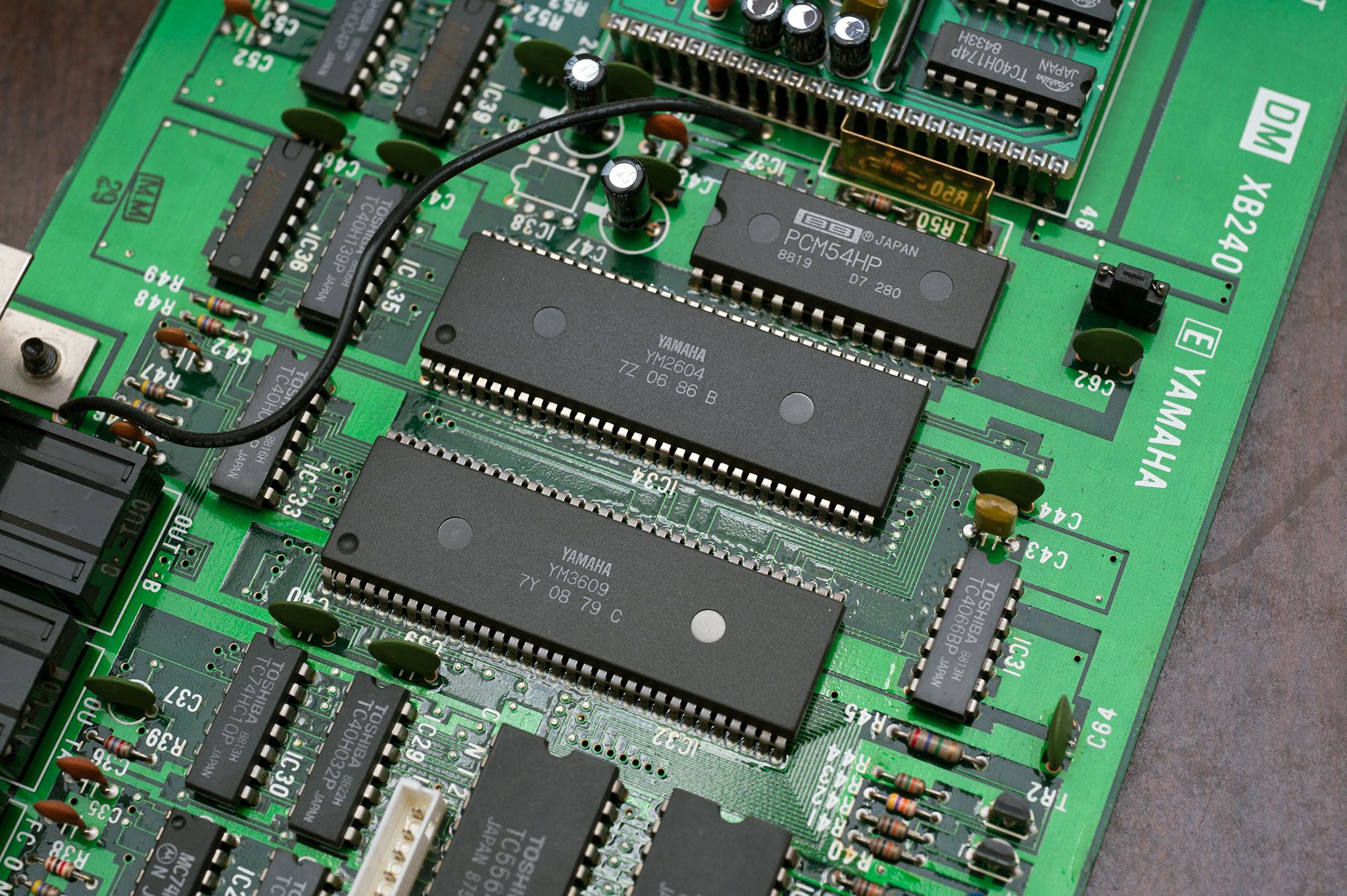
YM2604/YM3609

6オペレータ/16chステレオ/32アルゴリズム。オペレータ部(OP)とエンベロープジェネレータ部(EG)に分離している。入力クロックは9.4265MHz。動作クロックは4.71MHzである。OP部はEGから送られる14bitの周波数データを元にSINテーブルの値を読み、同じくEGから送られる12bitのエンベロープ値を使って出力を決定する。内部データは12bit値とシフト値で構成されているが実際の音声信号を得る手順はOPSとOPSIIで若干異なっており、OPSの場合12bitのデータを12bitD/Aコンバータ(BA9221)に対して出力し、得られた信号をアナログスイッチを通してシフトすることで音声信号を得るのに対し、OPSIIでは12bitのデータを内部でシフト操作して15bitデータに変換した上で16bitD/Aコンバータ(PCM54HP)に出力することで音声信号を得ている。DXシリーズやTXシリーズで使用された為かなりの数量が出回ったが、YM2151のようにICとして外販されたわけではないため、情報が公開されておらず内部レジスタ構成などは一切不明である。
- YM2128(OPS)+YM2129(EGS)
  - DX7/DX1/DX5/TX216/TX816等で使用。
- YM2604(OPSII)+YM3609(EGM)
  - DX7IID/DX7IIFD/TX802等で使用。

### モバイルオーディオ(MA)系
主に携帯電話の着メロ用として開発されたシリーズ。音色テーブルとシーケンスデータを与えることで、自動的に演奏するシーケンサーを内蔵している。PDAや車載用、家電組み込み用などもここから派生した。
- YMU757(MA-1)
  - 2オペレータ?FM4ch
  - 4音同時発音
- YMU759(MA-2)
  - 4オペレータFM8音（または2オペレータ16音）+4bitADPCM（4k/8kHz）1音、ステレオ出力
  - 同時発音数（チップ最大性能）16
- YMF761(PA-1)
  - YMF759(MA-2)とほぼ同スペックだが、PalmOS用の標準音源としての制御インターフェースが追加されている。
- YMU762(MA-3)
  - 4オペレータFM16音（または2オペレータ32音）+WaveTable音源8音+PCM/ADPCM（4～48kHz）2ストリーム、ステレオ出力
  - 同時発音数（チップ最大性能）40
- YMU765(MA-5)
  - FM音源部はMA-3と同じ。Wavetable発音数増、フォルマント発声音源(HV)および簡易アナログ音源(AL)を追加。
  - 同時発音数（チップ最大性能）64
- YMU786/790/791(MA-7/7D/7i)
  - MA-5をベースに、3Dエフェクトプロセッサ・リバーブプロセッサ等を追加。マルチファイル同時再生（4ファイル）およびアプリケーションからのリアルタイムMIDIINコントロールに対応。
  - ピアノ、ストリングスなどWavetable音源の音色追加。
  - ユーザーRAMの容量増加。MA-5の8KBから16KBへ増加。
  - 汎用エフェクタの追加。（ディストーション、オーバードライブなど）
  - 同時発音数（チップ最大性能）128
  - ベースチップYMU786にはアナログ出力ブロック（ミキサー、ヘッドフォンアンプ等）がインテグレートされている。
  - YMU790はYMF786よりアナログ出力ブロックを取り除いたもの。
  - YMU791はYMF786にADコンバータ、マイク入力、ライン入力、レシーバアンプ等を追加し入出力を集約化したもの。
- YMF825(SD-1)
  - YMU762(MA-3)のFM音源部分と同スペック。
  - 4オペレーター16和音、基本波形29種類から選択、3バンドイコライザーを内蔵。
  - DACと900mwのアンプを内蔵しているため、直接スピーカーを駆動することが可能。
  - 中国市場向け家電用として開発されたが、好事家向け工作キットとしても流通している[32]。

### その他

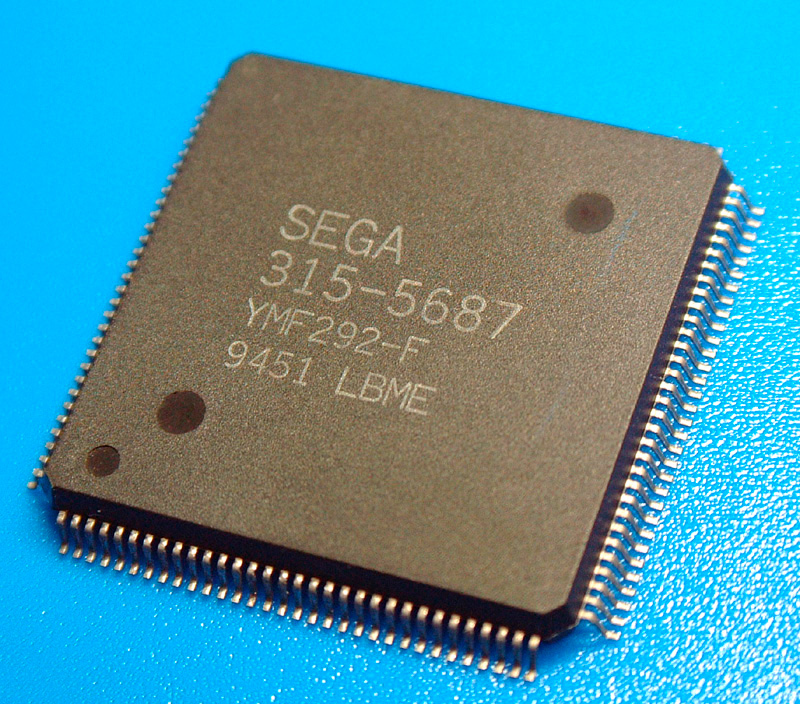
YMF292-F

- YMF292-F (SEGA 315-5687) SCSP(Saturn Custom Sound Processor) MODEL3、セガサターンおよびその互換機、ST-Vなどで使用。
- SCSPはセガサターンのバージョンにより、複数の型番（タイプ）がある。
  - PCM再生データサンプリングレート：DC～44kHz
  - PCMデータ：8ビットまたは16ビットリニア
  - 32ch FMまたはPCM
  - すべてFM 4オペレータで使用した場合、8ch FMサウンド出力
  - すべてPCMとして使用する場合は32ch PCMサウンド出力
  - 1スロットにつき1LFO割り当て可能、32chのLFO使用可能。
  - 32ch エンベロープジェネレータ内蔵
  - プリスケーラ内蔵8ビットデジタルタイマー内蔵
  - デジタルミキサー内蔵
  - ヤマハ製FH-1 DSP内蔵。各種サウンドエフェクト制御
  - リバーブ（ホール、ルーム、ボーカル、プレートなど）
    - 反響
    - エコー/ディレイ（ステレオ、モノラル）
    - ピッチシフタ（シングル、ダブル、トリプル）
    - コーラス、フランジャー
    - 交響曲サラウンド
    - ボイスキャンセル、オートパン
    - 位相、ひずみ
    - フィルター
    - パラメトリックイコライザ

  - 4MビットDRAM接続可能（サウンドCPU 68EC000用プログラム、PCMサウンドデータ、DSP）
  - DMA内蔵。SCSPとDRAM間のデータ転送に使用する。
  - メインCPUインターフェイス：セガサターンの場合はSCUとSCSP間のインターフェイス(B-BUS)となる。
  - サウンドCPUインターフェイス：68EC000とのインターフェイス。
  - 割り込み出力(2ch)：メインシステム用およびサウンドCPU用
  - 外部割込み信号入力：3ch（サターンでは未使用）
  - リセット入力：セガサターンの場合はSMPCから出力されるリセット信号を入力する。
  - デジタルサウンド出力
  - 外部デジタル入力(1ch)
  - MIDIインターフェイス内蔵（入力1ch、出力1ch）
- YM2403(OPLP)/YM2404(OPLM)
  - エレクトーンHX-1に搭載。入力クロック3.2MHz。EGに相当するのはYM3807(MOD/Modulation Signal Generator)、D/AコンバータはYM3017である。名称にOPLの文字を含むがOPL系に含まれるのかは不明。
  - HX-1は8オペレータ8chステレオの「FMポリ音色」と16オペレータ1chモノラルの「FMモノ音色」を使用できる。
  - HX-1ではまた4オペレータのFM音源とAWM音源も使用できるがどのチップがFM音源の機能を持つのかは不明。HX-1に搭載された他のヤマハ製音源チップはYM3602(OPRW)YM3604(OPBW)YM2415(OPAW)の何れも名称に'W'の文字を含む3種類である。

## 関連書籍
- ジョン・チョウニング、デビッド・ブリストウ『DXシンセサイザーで学ぶFM理論と応用』広野幸治 訳、ヤマハ音楽振興会、1986年11月。ISBN 4-6362-0835-8。